# Hökmyrtjärnen, Hälsingland
Hökmyrtjärnen är en sjö i Härjedalens kommun i Hälsingland och ingår i Ljusnans huvudavrinningsområde.